# 熟齡經濟學
熟齡經濟學(或老年經濟學) 是研究「高齡化社會」（Ageing Society）經濟層面的問題，包括老年人的收入、消費、儲蓄等經濟活動，以及對公共財政、生產力、產業型態、經濟成長等總體層面的影響。
熟齡經濟學(或老年經濟學)是經濟學新興的一支，尚未有統一名稱。英文多使用Economics of Ageing 或 Elderly Economics，專有名詞則使用Gerontonomics，中文則譯為老年經濟學、高齡經濟學、熟齡經濟學等。

## 探討主體

### 老人
老人的概念可能起源於人類剛進入農耕時期，生活安定後，年紀較老、體力較弱的人可以做些靜態工作，傳授農耕經驗，製作衣物、手工具，照顧小孩，使老人在家庭、社會及經濟的角色乃日漸突出。

### 老人學
老人學為一門研究老人生理老化過程、心理轉變、功能變遷，以及對家庭、社會、人口結構的影響的學問，為整合人口學、醫學、心理學、社會學等多個領域的科學。
老人學最早可能起源於西元1025年，當時 Ibn Sina 編輯一本醫學書籍《The Canon of Medicine》，特別闢一章節探討老人的健康及保健問題。至歐洲文藝復興時期，老年的議題開始受到重視。19世紀以後，老年問題開始被視為一種科學來研究。1903年，俄國動物學家埃黎耶•埃黎赫•梅契尼可夫(E. Metchnikoff) 創造Gerontology (老人學)一詞。其後，老人學於1940年代蓬勃發展，並成為一門專屬領域。

## 熟齡經濟學涵蓋領域

### 起源
Gerontonomics是由Gerontology 及 Economics 所組成的複合字，最早在1965年出版的醫學期刊The Lancet出現，是其中一篇討論老人退休金問題短文的標題。

### 範疇界定
聯合國世界衛生組織(WHO)界定65歲以上為老年。2010年時，日本老年人口已經高達27%，義大利、德國也超過24%，瑞典、希臘、法國、瑞士也都超過20%。美國、台灣也有11%上下。
Hooyman and Kiyak (2002) 將老人分為Young old (65-74歲)、Old-old (75-84歲) 及 Oldest old (85歲以上) 三個階層。台灣出版的「熟齡經濟學」一書使用一個較為中性的「熟齡族」名詞，取其「成熟」之意，再細分為輕熟齡族(約50歲到64 歲)、中熟齡族(約65到74 歲)、高熟齡族(約75到84 歲)、瑞齡族(指85 歲以上)四個階層。

### 熟齡相關經濟議題
高齡人口數量增加、比例日益擴大的時代來臨，熟齡經濟已成為公共經濟學的主要議題。它已不只是個人生理、心理及家庭的問題，它會改變整體經濟的生產力，影響公共財政、醫療照護體系，甚至透過消費的改變而重塑產業結構。

#### 熟齡人口與總體經濟議題
- 公共財政

由於許多國家的退休年金採「隨收隨付」(pay-as-you-go)制，當國家的年金支出逐年增加，人們會將造成公共財政危機的原因歸之於人口高齡化。推論是一方面，因為當領取年金的人口比例增加，支付保費的工作人口比例下降時，年金的收支就不易保持平衡。另一方面，由於勞動人口減少，稅收不足，於是拖垮財政，造成赤字，推升債務。
事實上，公共財政危機與人口老化並不必然有絕對關聯。許多國家的財政問題，大多源自於公共支出缺乏效率，以及貪瀆、浪費等現象。人口老化與公共財政危機的關聯，其實是一項迷思。
- 總體消費-儲蓄

依著名的消費-儲蓄生命週期假說（Consumption-Saving Life Cycle Hypothesis, CSLCH），全國總儲蓄率會受年齡結構變遷的影響。有工作能力的青壯人口增加會提升全國總儲蓄；反之幼年與老年人口增加會拉低全國總儲蓄。CSLCH隱含人口依賴比與全國儲蓄率成反向關係。
實證上，Horioka, et al. (2007)以日本1955至2005 年的家計淨儲蓄資料來研究。顯示日本人口快速老化導致日本家計儲蓄率下降，而且預期會持續地下降。Lewis (1983)以美國資料驗證，估計的結果發現依賴比下降1%，約可解釋儲蓄率上升1.26%到1.44%。
- 總體生產力

年齡結構變遷與生產力的關係是非常複雜而多元的，它會隨著時間的演進以及不同外生變數的影響而改變；加之生產力有勞動生產力(labor productivity)、總要素生產力(total factor productivity, TFP)等不同的意涵，且很難精確衡量。因此，無論是理論的探討或實證研究，都難有定論。
Garibaldi, et al. (2010)與Sharpe (2011)的實證認為應鼓勵未滿65歲的人留在勞動市場，同時適當地提高退休年齡上限，不但國家可增加稅收，高齡者亦可得到較佳的醫療保障。Ilmakunnas and Miyakoshi (2013)利用OECD國家1970-2005 年的資料，計量結果發現，勞動力老化與資本含有(Information and Communication Technology, ICT) 元素是主要驅動TFP 的力量。資本的 ICT 元素多屬於正向的驅動力量；而勞動力老化只有在高技術層次生產活動會成為一個正向的力量，在低技術層次生產，老化會成為一個負向的力量。
- 經濟成長

經濟成長是所有經濟活動的綜合結果，要針對人口高齡化對經濟成長的影響分析並不容易。Elgin and Tumen (2012)試圖探討永續經濟成長能否與勞動人口下降並存的問題。他們由人力資本報酬的角度出發，發現當人力資本報酬遞增的程度開始下降時，先進國家會採取「內生性效率擴大機制」（endogenous efficiency-augmenting mechanism），將其原本勞力導向的生產技術，移轉到以人力資本為導向的生產方式，以提昇效率及生產力，促進勞動人口減少的老化社會的經濟成長。
人口高齡化會減損總體勞動生產力及總要素生產力，妨礙經濟成長是一項直覺性的迷思。老年人的經驗與歷練固然是社會可貴的資產，經濟的創新，產業結構的改變，生產藉著資本深化、自動化，甚至勞動資源合理的配置，不但可以緩解勞動力老化的影響，甚至可以提升勞動及總要素生產力，促進經濟成長。

#### 熟齡人口之經濟不安全
如何提升熟齡人口「經濟安全」保障，使他們得以享受幸福的晚年生活，是文明國家追求的理想。當熟齡族退休後，多數人收入會減少，為維持退休後的經濟生活，他就必須妥善規劃其財源。世界銀行(World Bank)(1994)以「保險、重分配、儲蓄三層支柱」的退休金架構，規劃一個多層次的安全體系，包括強制性的保險年金、職業退休金以及自發性的儲蓄，作為各國建立退休制度的參考。熟齡族個人財務規劃，理財投資，以維護自身的經濟安全，減少對家庭及社會的依賴，是不宜輕忽的課題。

#### 熟齡人口與產業發展
維護身心健康、延年益壽是多數長者的願望。對醫療經濟、健康保險服務的需求，隨著年歲的增長而日益強烈。在文明進步的國家，熟齡健康醫療產業已日形重要。諸多老人專屬的疾病診治，手術施行，藥品的研發等，都將是醫學研究的要項。
然而，健康維護是一項耗費不貲的昂貴產業。人們壽命愈長，花費在醫療照護方面的資源就愈多。尤其具有福利性質的國民健康保險、公共醫療，將成為政府財政上沈重的負擔。如何使醫療照護在維護健康與避免資源耗竭之間求取平衡，是高齡社會的一大挑戰。
- 老年長期照護產業

各種形式的安養長期照護，已應運而起，成為日益發達的新興產業。長期照護產業的服務勞動力供給以及資金來源，由政府以社會福利名義經營或是由民間市場經濟運作，是當今高齡社會面臨的重要課題。
- 產業變遷

在邁向高齡化的社會，年齡結構變遷會使許多產品及服務消失，許多產業沒落。然而，在市場經濟裡，需求創造供給，價格體系的訊息很快會將資源導向熟齡族所需要的產品與服務。在高齡社會，熟齡者的消費市場將會成為支撐經濟重要的一環。在此經濟時代，整個經濟體系預期將會以研發、創新為主軸，積極開發各層熟齡人口的需求。

#### 熟齡人口及社會參與
熟齡族生活規劃、社會參與具有重要的經濟意義。經濟合作暨發展組織(OECD)與世界衛生組織(WHO)提倡的「活躍老化」(Active ageing)觀念，提供熟齡族在消費、休閒、教育、志工各方面一個新的願景，經過妥適的安排，除了減少對社會的依賴，更可持續貢獻社會。
在政府政策方面，延長法定退休年齡；促進中、高熟齡再就業，協助熟齡人士創業，皆可貢獻智慧、經驗，提昇國民生產力。